# Calle 13 (Soacha)
La Calle 13 del municipio de Soacha, es una vía céntrica que la recorre de norte a sur.

## Nombre e historia
El nombre oficial de la Calle 13 según en la nomenclatura urbana es Avenida Luis Carlos Galán, en homenaje al extinto líder del Partido Liberal Colombiano asesinado en la Plaza de Soacha en 1989, en el lado de su calle que por entonces era vehicular y había un monumento en su honor frente a la Alcaldía Municipal que permaneció hasta agosto de 2022.
Históricamente esta vía fue parte de las primeras (la otra es la Carrera Séptima) que existe en el municipio pero su ampliación se desarrolló a la par de la expansión de la ciudad primeramente al sur hasta el barrio El Cardal y luego a las ciudadelas Ciudad Verde y Hogares Soacha, con el fin de dar alimentación de tráfico a la Autopista Sur y luego a la Carrera 38 (vía a Bosa) y las Avenidas Ciudad de Cali y Las Torres.
Después de siete años de espera, el nuevo puente vial de Micos es puesto nuevamente en servicio con el fin de permitir mayor conectividad vial y a futuro unificar los segmentos del norte con el puente del río Soacha en cercanías al humedal Chucuita.

## Trazado
Esta vía tiene varios segmentos que son utilizados en cada sector de la ciudad de Soacha pero a rasgos generales empieza al norte por la Carrera 39 en la ciudadela Ciudad Verde y termina en la Carrera 9 Este del barrio El Cardal para dar paso a la vía Cardal Romeral, frontera entre el casco urbano y el corregimiento 1.
En la Comuna 3 La Despensa comprende entre la minirotonda de la Carrera 39 hasta la Avenida Ciudad de Cali en donde es una avenida de carril compartido por sentido con ciclorruta que comunica con el resto de Ciudad Verde y tiene una variante que pasa por el humedal Chucuita hacia la Avenida San Marón donde se encuentra Hogares Soacha y sirve de comunicación con el centro de la ciudad, aunque de momento no hay puente con esta última ciudadela por el obstáculo del río Soacha, cuyas aguas van al occidente hacia el río Bogotá, así como con la vía rural de Bosatama.
En la Comuna 2 Soacha Central, la vía pasa a ser la Calle 11 desde su cercanía al río Soacha en Hogares Soacha y desciende hasta ese mismo río por el sector de Puente Micos, en el que el agua corre hacia la Comuna 3 e ingresa por el casco antiguo de la ciudad hasta la Carrera 9 donde deja de ser vía vehicular y se transforma en peatonal llegado a la Plaza de Soacha y terminando en la Autopista Sur. 
En la Comuna 6 San Humberto la vía vuelve a ser de un carril compartido por sentido en gran parte de su trazado finalizando hasta la Carrera 9 Este, exceptuando entre la Autopista Sur y la Carrera 3 en la cual el tráfico hacia el sur se gestiona por la Calle 15 con esta última ya que hay tráfico que se ingresa por la autopista desde el oriente, pero para trasladarse a otro punto de Soacha, se debe ir por las Carreras Primera y tercera hasta la Comuna y retornar por la Carrera Séptima y Avenida Indumil, lo que es problemático para los residentes de las comunas 1, 2 y 6, sobre todo en los puentes festivos.

## Transporte
Por esta vía, el transporte pertenece tanto para el Corredor Bogotá Soacha como para el transporte público colectivo del municipio, con rutas diversas:
- Ruta B Ciudad Verde (oeste)-Terreros
- Ruta San Humberto-Ciudad Verde-Alameda del Parque (esta última en la localidad de Bosa)

## Sitios Importantes
- Cerro Humedal y Casa Hacienda La Chucuita
- Centro Comerciales El Jardín, Soacha Parque y Santa María Plaza
- Colegio Integral Femenino
- Centro de Desarrollo Empresarial e Industrial SENA
- Hospital Mario Gaitán Yanguas
- Teatro Xua
- Plaza y Alcaldía de Soacha
- Antigua Estación del Ferrocarril (deteriorada)
- Centro Misionero Bethesda sede Soacha
- Oficina Sisben-Secretaría de Salud de Soacha
- Parques Tierra Negra y Rafael Martínez